# Lillstrumpa och Syster Yster
Lillstrumpa och Syster Yster är ett barnprogram skapat för SVT av Staffan Westerberg. Rollinnehavare är två handdockor gjorda av yllesockor, styrda av Westerberg och Basia Frydman. Lillstrumpa är storebror till Syster Yster. De dök för första gången upp i julkalendern Lille Luj och Änglaljus i strumpornas hus 1983, men fick sedermera två egna serier, dels Lillstrumpa och Syster Yster på villovägar 1984 och Lillstrumpa och Syster Yster i stora världen 1989.